# Copa Mundial de Sóftbol Femenino Sub-15
La Copa Mundial de Sóftbol Femenino Sub-15 es un torneo internacional de sóftbol femenino de categoría juvenil, organizado por la Confederación Mundial de Béisbol y Sóftbol que se disputa cada cuatro años. La Copa Mundial de Sóftbol Femenino Sub-15 de 2023 fue la primera edición de la Copa Mundial de Sóftbol Femenino Sub-15 celebrada en Tokio,  Japón, del 21 al 29 de octubre, y contó con la participación de 12 selección nacionales de cinco continentes.
Estados Unidos se convirtió en el primer campeón mundial de la categoría, al derrotar a la selección de Puerto Rico 3:0 en la final inaugural. 
El 12 de julio de 2024, la WBSC confirmó la celebración de la segunda edición del torneo en Italia durante julio de 2025, en una ciudad por definir. 

## Historia
La presentación del nuevo torneo ocurrió el 26 de febrero de 2021, cuando la WBSC anunció su Calendario para las Copas Mundiales de Sóftbol para los próximos nueve años en el periodo de competencias 2021-2029. 
El 9 de junio de 2022 la Confederación Mundial de Béisbol y Sóftbol otorgó los derechos de hospedaje de la Copa Mundial de Sóftbol Femenina Sub-15 inaugural a la Asociación de Sóftbol de Japón (JSA) luego de la reunión de su Junta Ejecutiva. La primera edición de la nueva Copa del Mundo se jugaría en Tokio en octubre de 2023 contando con las mejores jugadoras del mundo de 12 países.  La candidatura de JSA ganó la carrera contra Lima, Perú. 
El nombramiento de Tokio como sede de la Copa Mundial de Sóftbol Femenino Sub-15 de la WBSC, un evento centrado en la juventud, dos años después de la exitosa competencia de sóftbol en los Juegos Olímpicos de Tokio 2020, se suma al legado de los Juegos de Tokio, que vieron a Japón reclamar la medalla de oro venciendo a Estados Unidos en la final. 
Con el estreno de esta competencia, se completa la cartera de propiedades de la Copa Mundial de Sóftbol WBSC, ofreciendo a las jóvenes de todo el mundo la oportunidad de representar a sus naciones desde la Copa Mundial de Sóftbol Mixto Sub-12. el camino hacia la Copa del Mundo y los Juegos Olímpicos.
Estados Unidos se impuso 3:0 en el enfrentamiento sin precedentes con Puerto Rico en la final de la Copa Mundial inaugural de Sóftbol Femenino Sub-15 en el Estadio Ota en Tokio. Estados Unidos ahora posee todos los títulos del Campeonato Mundial de sóftbol femenino, es decir, las coronas WBSC Sub-15, Sub-18 y Senior. Más temprano ese mismo día, Japón venció a China Taipéi para reclamar la medalla de bronce.
La segunda edición está prevista a celebrarse en julio de 2025, y será Italia la nación anfitriona. 

## Formato de competición
El torneo está pactado para celebrar una Ronda de Apertura de round robin, donde los equipos participantes serán divididos en dos grupos, y jugarán todos contra todos los rivales del grupo a una vuelta. 
Después de la Ronda de Apertura, los tres mejores equipos de cada grupo jugarán en la Súper Ronda. Los seis equipos ingresarán a la Súper Ronda manteniendo sus respectivos récords de enfrentamientos directos en la Ronda Inaugural. Los equipos en primer y segundo lugar en la Súper Ronda jugarán la Final de la Copa Mundial y los equipos en tercer y cuarto lugar jugarán el juego de la medalla de bronce.
Asimismo, los tres últimos equipos de cada grupo de la Ronda de Apertura, pasarán a la Ronda de Clasificación para definir las ubicaciones del séptimo al décimo segundo puesto. Se aplicará la misma metodología que en la Súper Ronda.

## Clasificación
Con el formato aprobado de 12 equipos nacionales, la WBSC ha distribuido los cupos continentales de la siguiente manera:
- WBSC Africa: 1 cupo
- WBSC Américas: 4 cupos [11]
- WBSC Asia: 3 cupos [12][13]
- WBSC Europe: 2 cupos [14]
- WBSC Oceanía: 1 cupo [15]
- Wild card: 1 cupo [16]

Los participantes serán determinados a través de los campeonatos continentales. 

## Resultados
| Año           | Sede              |                | Final     | Final       | Final        |           | Partido por el Tercer Lugar | Partido por el Tercer Lugar | Partido por el Tercer Lugar |
| Año           | Sede              | Campeón        | Resultado | Subcampeón  | Tercer lugar | Resultado | Cuarto lugar                |                             |                             |
| 2023 Detalles | Tokio             | Estados Unidos | 3–0       | Puerto Rico | Japón        | 2–0       | China Taipéi                |                             |                             |
| 2025 Detalles | Bandera de Italia |                |           |             |              |           |                             |                             |                             |

### Medallero
| Pos. | País           | Oro | Plata | Bronce | Total |
| ---- | -------------- | --- | ----- | ------ | ----- |
| 1    | Estados Unidos | 1   | 0     | 0      | 1     |
| 2    | Puerto Rico    | 0   | 1     | 0      | 1     |
| 3    | Japón          | 0   | 0     | 1      | 1     |

## Equipos participantes
- — Campeón
- — Subcampeón
- — Tercer lugar

| Equipos         | 2023 | 2025 | Años |
| --------------- | ---- | ---- | ---- |
| Brasil          | 10º  |      | 1    |
| República Checa | 7º   |      | 1    |
| China Taipéi    | 4º   |      | 1    |
| Estados Unidos  | 1º   |      | 1    |
| Filipinas       | 6º   |      | 1    |
| Italia          | 8º   |      | 1    |
| Japón           | 3º   |      | 1    |
| México          | 5º   |      | 1    |
| Nueva Zelanda   | 11º  |      | 1    |
| Perú            | 9º   |      | 1    |
| Puerto Rico     | 2º   |      | 1    |
| Uganda          | 12º  |      | 1    |
| No. de equipos  | 12   |      |      |

## Jugadora Más Valiosa por edición
- 2023:  Aspen Boulware
- 2025:  TBD